# Roger Anger
Pour les articles homonymes, voir Anger.

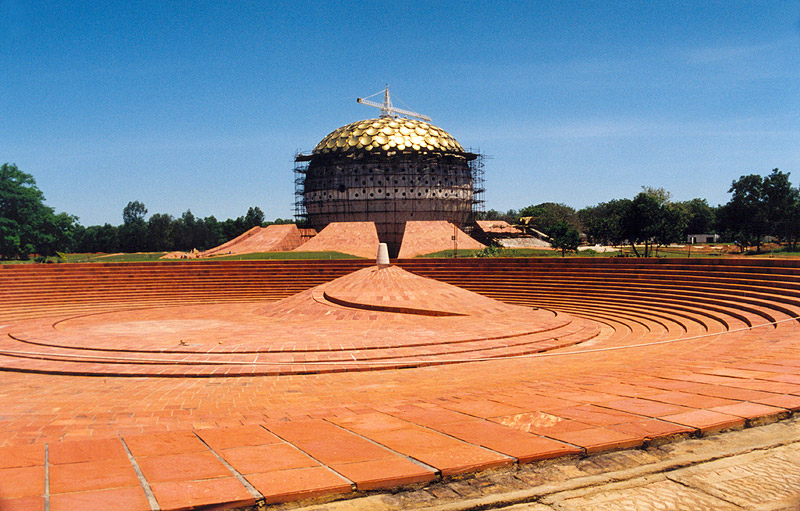
Auroville, en Inde.

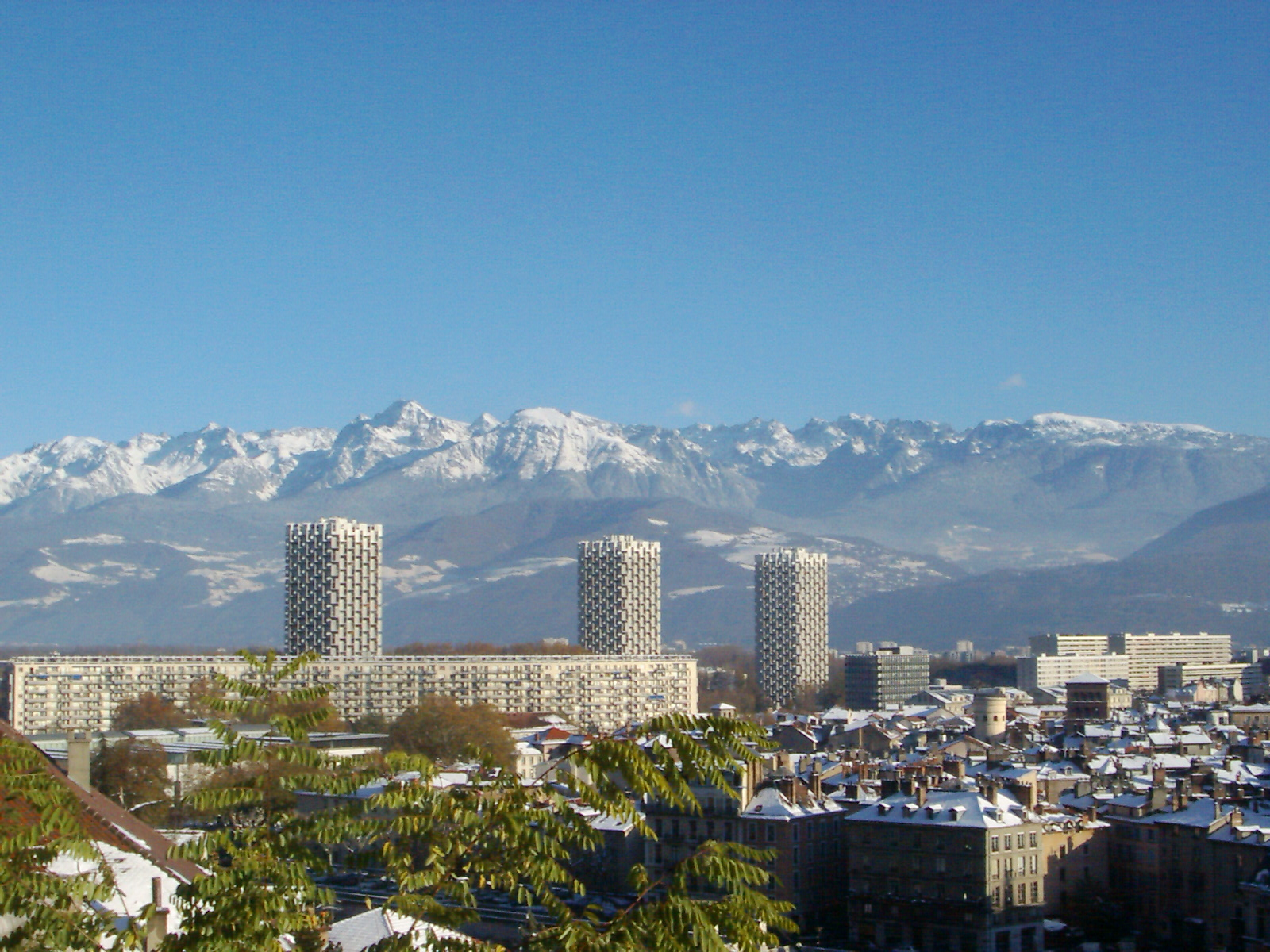
L'Île Verte à Grenoble.

Roger Anger (né à Paris, le 24 mars 1923 et mort à Vaison-la-Romaine, le 15 janvier 2008) est un architecte français.

## Biographie
Né dans le 15e arrondissement parisien, Roger Anger est le cadet des trois fils de l'avocat Henri Anger. À l'origine Roger Anger souhaite être chirurgien. En raison de la guerre, il fait un apprentissage à Antibes dans l'atelier de l'artiste Capello. Impressionné par ses dessins, Capello l'incite à faire des études d'architecture. En préparant son diplôme, Roger Anger fait ses premières expériences de l'architecture, pendant deux ans, au sein de l'atelier de Paul-Jacques Grillo. Roger Anger achève ses études à l'École des Beaux-Arts de Paris d'où il sort diplômé en 1947. 
En 1953, il crée sa propre agence. Cet atelier (avenue Franklin Roosevelt, puis rue Ordener et finalement au 8, rue Brémontier jusqu'à sa vente en 1983) répond essentiellement à une commande de design et de décoration intérieure. C'est en 1957, que l'atelier connaît son premier grand succès : la salle d'exposition pour les Manufactures de verre Boussois sur le boulevard Haussmann à Paris. L'atelier commence dès lors à répondre à une commande privée et notamment de la Compagnie Générale Immobilière de France (COGIFRANCE) avec qui Roger Anger noue des échanges réguliers. Son équipe de cinq architectes notamment composée de Pierre Puccinelli, son principal collaborateur, de Mario Heymann (à partir de 1960), de Michel Loyer (entre 1959 et 1965), et enfin Liliane Véder (entre 1959 et 1964), lui permet de répondre à de nombreux concours de manière efficace. Les années 1960 sont prolifiques et l'atelier compte jusqu'à 100 personnes. 
Il était l'architecte du projet Auroville, imaginé par Mirra Alfassa et parrainé par l'Unesco. Il a également participé à de nombreux projets avec Pierre Puccinelli, notamment la résidence de l'Île Verte à Grenoble.
Sa compagne Jacqueline a restauré le château de Crestet dans le Vaucluse.